# 六軒屋町
六軒屋町（ろっけんやちょう）は、愛知県春日井市の町名。現行行政地名は六軒屋町（小字区域）および六軒屋町1丁目から7丁目、六軒屋町西1丁目から3丁目。

## 地理
春日井市中央部に位置し、西は八田町・大手田酉町、北は南下原町・東野町、南東は浅山町・梅ケ坪町に接する。

### 河川
- 八田川

### 小字
- 東丘（とうきゅう）
- 中山（なかやま）
- 松山（まつやま）

## 世帯数と人口
2022年（令和4年）10月1日現在の世帯数と人口は以下の通りである。
| 丁目             | 世帯数    | 人口    |
| ---------------- | --------- | ------- |
| 六軒屋町1丁目    | 321世帯   | 692人   |
| 六軒屋町2丁目    | 293世帯   | 667人   |
| 六軒屋町3丁目    | 291世帯   | 706人   |
| 六軒屋町4丁目    | 272世帯   | 592人   |
| 六軒屋町5丁目    | 208世帯   | 455人   |
| 六軒屋町6丁目    | 401世帯   | 895人   |
| 六軒屋町7丁目    | 23世帯    | 61人    |
| 六軒屋町（小字） | 206世帯   | 437人   |
| 六軒屋町西1丁目  | 204世帯   | 453人   |
| 六軒屋町西2丁目  | 213世帯   | 468人   |
| 六軒屋町西3丁目  | 247世帯   | 537人   |
| 計               | 2,679世帯 | 5,963人 |

## 学区
市立小・中学校に通う場合、学区は以下の通りとなる。また、公立高等学校に通う場合の学区は以下の通りとなる。
| 丁目            | 番・番地等   | 小学校                                    | 中学校                                    | 高等学校普通科 |
| --------------- | ------------ | ----------------------------------------- | ----------------------------------------- | -------------- |
| 六軒屋町1丁目   | 全域         | 春日井市立丸田小学校                      | 春日井市立松原中学校                      | 尾張学区       |
| 六軒屋町2丁目   | 全域         | 春日井市立丸田小学校                      | 春日井市立松原中学校                      | 尾張学区       |
| 六軒屋町3丁目   | 全域         | 春日井市立松原小学校                      | 春日井市立松原中学校                      | 尾張学区       |
| 六軒屋町4丁目   | 全域         | 春日井市立松原小学校                      | 春日井市立松原中学校                      | 尾張学区       |
| 六軒屋町5丁目   | 全域         | 春日井市立松原小学校                      | 春日井市立松原中学校                      | 尾張学区       |
| 六軒屋町6丁目   | 全域         | 春日井市立松原小学校                      | 春日井市立松原中学校                      | 尾張学区       |
| 六軒屋町7丁目   | 全域         | 春日井市立松原小学校                      | 春日井市立松原中学校                      | 尾張学区       |
| 六軒屋町        | 字東丘       | 春日井市立松原小学校 春日井市立篠木小学校 | 春日井市立松原中学校 春日井市立東部中学校 | 尾張学区       |
| 六軒屋町        | 字中山・松山 | 春日井市立松原小学校                      | 春日井市立松原中学校                      | 尾張学区       |
| 六軒屋町        | 字水附       | 春日井市立篠木小学校                      | 春日井市立東部中学校                      | 尾張学区       |
| 六軒屋町        | 字向ヱ       | 春日井市立松原小学校 春日井市立丸田小学校 | 春日井市立松原中学校                      | 尾張学区       |
| 六軒屋町西1丁目 | 全域         | 春日井市立丸田小学校                      | 春日井市立松原中学校                      | 尾張学区       |
| 六軒屋町西2丁目 | 全域         | 春日井市立丸田小学校                      | 春日井市立松原中学校                      | 尾張学区       |
| 六軒屋町西3丁目 | 全域         | 春日井市立丸田小学校                      | 春日井市立松原中学校                      | 尾張学区       |

## 歴史

### 町名の由来
江戸期に当地の開拓が始まり、最初に6軒が住んでいたことによる。

### 沿革
- 1948年（昭和23年） - 大字八幡の一部より、六軒屋町が成立[1]。
- 1954年（昭和29年） - 一部を瑞穂通へ編入[1]。
- 1983年（昭和58年） - 一部を浅山町へ編入、東野町との間で境界を変更[1]。
- 1996年（平成8年） - 一部を大手田酉町、八田町へ編入、字西丸田、字東丸田、字北馬喰、字杁鹿下と旧上八田町字上之段・字宮東、旧下八田町の一部により六軒屋町西が成立。
- 2016年（平成28年） - 字向江の一部を新設された南下原町6丁目に編入、字向江の残部の大半を六軒屋町西3丁目とした。

## 施設
- iias（イーアス）春日井
  - 西友イーアス春日井店
- アクロスプラザ春日井
  - ニトリ春日井店
  - エディオン春日井店
- ナフコ不二屋春日井店
- 春日井市立丸田小学校
- 十六銀行春日井支店
- 東春信用金庫六軒屋支店
- 春日井六軒屋郵便局
- 長安寺
- カトリック春日井教会
- 六軒屋公園
- 天王間公園[8]

## 交通
- 国道19号
- 愛知県道196号神屋味美線

## その他

### 日本郵便
集配担当する郵便局は以下の通りである。
| 町丁・字   | 郵便番号 | 郵便局       |
| ---------- | -------- | ------------ |
| 六軒屋町   | 486-0842 | 春日井郵便局 |
| 六軒屋町西 | 486-0839 | 春日井郵便局 |